# Georg Rollenhagen
Georg Rollenhagen (Bernau, perto de Berlin, 22 de Abril de 1542 — Magdeburgo, 20 de Maio de 1609) foi pastor, escolástico, dramaturgo, poeta e pedagogo alemão. Rollenhagen frequentou entre 1558-1560 o Ginásio de Prenzlau e magdeburgo. Em 1560 matriculou-se na Universidade de Wittenberg onde recebeu seu diploma de doutorado de Mestre em Teologia, em 1567.  Em seguida, trabalhou na escola de Magdeburgo onde em 1575 foi nomeado reitor, dando a escola relevo nacional. De 1573 a 1609 ocupou o cargo de pregador da Igreja de São Sebastião, em Magdeburgo.
Em 1583, nasce seu filho, o poeta e autor de livros emblemáticos Gabriel Rollenhagen. Sob o pseudônimo de "Marcus Hüpfinsholz von Meusebach" publicou várias obras, sendo "Froschmeuseler" sua obra mais famosa. Nesse livro sátira Lutero aparece como o sapo "Elbmarx", ele faz sátiras contra a guerra e apoia uma ética burguesa. Seu túmulo foi localizado na Igreja de Santo Ulrico, em Magdeburgo.

## Publicações
- Froschmeuseler (1595)
- Des Ertzvaters Abraham Leben und Glauben (1569)
- Spiel vom Tobias (1576)
- Spiel vom reichen Manne und armen Lazaro (1590)
- Historia Von Dem Herrlichen Triumph Vnd Himmelfart ... Jhesu Christi, Etc. [A Sermon on Acts I. 1-14.] - 1592
- Der Post Both, bin ich genandt: Vnd meiner Reysen wol bekandt/ ... - 1590
- Paedia quo pacto scholastica iuventus sine taedio, sine multo labore, juxta leges praememoratae scholae ad mediocrem eruditionem manuduci possit admonitio ... 1619
- Epigramina - 1598
- Propemptikon, Honesto Et Docto Ivveni D. Valentino Chaere Calegiensi, Vviteberga Ad Scholasticvm Mvnvs Magdebvrgvm Initio Anni M.D.Lxvii. Avocato, Scriptum À M. Georgio Rollenhagio Bernaviense. - 1567
- De locorum theologicorum D. Philippi Melanthonis orthodoxa puritate et utilitate assertio & subscriptio praecipuorum aliquot doctorum - 1579
- Terentius: Wie des Terentii sechs Lateinische Comoedien angeordent und in der Magdeburgischen Schulen im Frühling des M.D.XCII. Jahrs zugleich sein gespielet worden - 1592